# Neobaculentulus
Neobaculentulus es un género de Protura en la familia Acerentomidae.

## Especies
- Neobaculentulus cipingensis Yin, 1987
- Neobaculentulus henanensis Yin, 1984
- Neobaculentulus heterotarsus Bu & Xie, 2006
- Neobaculentulus izumi (Imadaté, 1965)